# 雷京

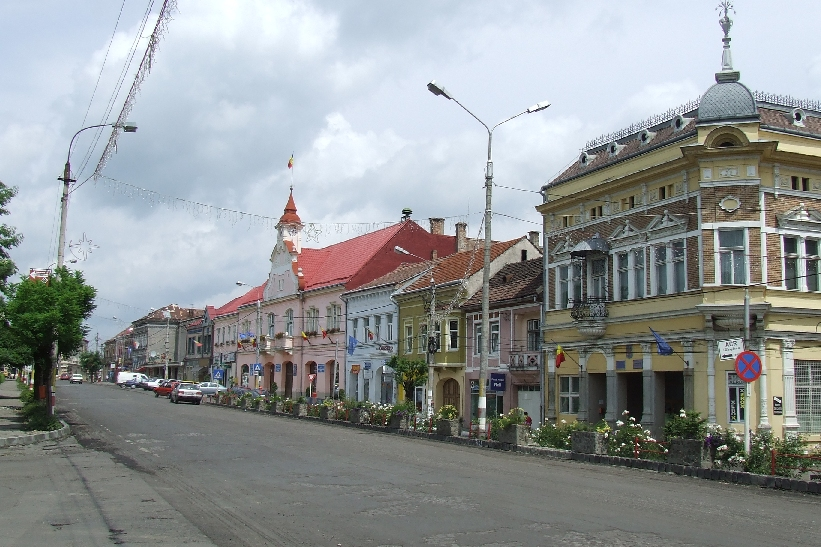

雷京是羅馬尼亞的城市，位於該國東北部穆列什河畔，距離首府特爾古穆列什27公里，由穆列什縣負責管轄，面積72.82平方公里，海拔高度363米，2009年人口36,598，大多數居民信奉東正教。